# رنی سانتونی
رنی سانتونی (انگلیسی: Reni Santoni؛ زادهٔ ۲۱ آوریل ۱۹۳۹ - درگذشته ۱ اوت ۲۰۲۰ ) هنرپیشه اهل ایالات متحده آمریکا بود.
از فیلم‌ها یا برنامه‌های تلویزیونی که وی در آن نقش داشت می‌توان به هری خبیث، کبرا و قسمت‌های خصوصی اشاره کرد.